# Gottwald Schuster
Gottwald Schuster (* 28. Dezember 1701 in Jena; † 25. Dezember 1785 in Chemnitz) war ein deutscher Mediziner.

## Leben
Der gebürtige Jenaer Gottwald Schuster, Sohn des Arztes Gottwald Schuster und dessen Ehegattin Maria Magdalena, studierte im thüringischen Altenburg, bevor er sich 1720 dem Studium der Medizin an der Universität Leipzig zuwandte, das er 1726 mit dem Erwerb des akademischen Grades eines Dr. med. abschloss. Im selben Jahr übernahm er die Stelle als fürstlich Schönburgischer Stadt- und Landphysicus in Penig, zwei Jahre später wechselte er als Stadt- und Landphysicus nach Chemnitz, eine Position, die er bis zu seinem Tod im Jahre 1785 bekleidete.
Gottwald Schuster, der sich sowohl als Praktischer als auch als Gerichtsarzt profilierte, wurde am 6. Oktober 1737 mit dem Beinamen Sabinus II. als Mitglied (Matrikel-Nr. 475) in die Deutsche Akademie der Naturforscher Leopoldina aufgenommen. Er trat insbesondere durch Abhandlungen betreffend die Bereiche Geburtshilfe sowie Gerichtliche Medizin hervor.

## Veröffentlichungen
- Dissertatio inauguralis medica De secundinarum exclusione, quam auctoritate gratiosissimae facultatis medicae sub praesidio dn. d. Michaelis Ernesti Ettmulleri, … pro doctoris gradu et summis in medicina honoribus et privilegiis rite impetrandis Gottwald Schuster, Jena-Thuringus, … publico examini exponet d. 30. Julii 1726. Dissertation, literis Immanuelis Titii, Leipzig, 1726
- Hydrocardiologia, sive dissertatio medico-theologico-legalis de liquore pericardii. Stößel, Chemnitz, 1740
- Vernünftige, Natur-mässige und in der Erfahrung gegründete Methode, Die meisten Krankheiten des menschlichen Leibes bald, sicher und auf eine angenehme Art zu heilen. Stössel, 1744
- Hydrologia Mineralis Medica oder gründliche und practische Abhandlung von Mineralischen kalten Wassern und vornehmsten Sauer-Brunnen, Auch Gebrauch des Carls-Bades. Stößel, Chemnitz, 1746
- Thermologia Wolckensteinensis oder gründliche und practische Abhandlung vom Wolckensteiner Bade: nach seinem Ursprung, natürlichen Ursachen, Elementen, Gebrauch und Missbrauch. Stößel, 1747
- Medicinischchymisches Lexicon, practisch, nach den neuesten Grundsätzen der Arzneykunst abgefasset. J.C. & J.D. Stoessel, Chemnitz, 1756
- Gründliche Anweisung zur alten und neuen practischen Chirurgie … nebst einer Abhandlung von Knochen des menschlichen Leibes. Chemnitz, 1765
- Sabini Secundi auf jetzige Zeit zu applicirende Todesfälle, und mit was vor Condition eine Verwahrung darin passiren kann. Chemnitz, 1772
- Versuch eines Hebammen-Examinis über die vornehmsten natürlichen Puncte, und zum accouchement. bey Johann David Stössels Erben und Putschern, Chemnitz, 1774